# 카를 슈피텔러
카를 프리드리히 게오르크 슈피텔러(Carl Friedrich Georg Spitteler, 1845년 4월 24일 ~ 1924년 12월 29일)는 스위스의 시인이다.
그는 1863년에 취리히 대학교에서 법률을 공부했으며 1865년부터 1870년까지 취리히와 바젤, 하이델베르크에서 신학을 공부했다. 이후 그는 1871년 8월까지 러시아에서 가정 교사로 근무했다.
그는 1881년에 우화적 산문시인 《프로메테우스와 에피메테우스 (Prometheus und Epimetheus)》를 발표했는데, 발표 당시에는 카를 펠릭스 탄뎀(Carl Felix Tandem)이라는 필명을 사용했다. 이후 그는 자신이 쓴 작품을 발표할 때에 자신의 본명을 사용했으며 1900년부터 1905년까지 서사시 《올림포스의 봄 (Der olympische Frühling)》을, 1906년에 자서전적 소설 《성충 (Imago)》를 발표했다. 그는 1919년에 노벨 문학상을 수상했다.

## 주요 작품
- 《프로메테우스와 에피메테우스 (Prometheus und Epimetheus)》 (1881년 출판)
- 《현실 밖에서 (Extramundana)》 (1883년 출판)
- 《나비들 (Schmetterlinge)》 (1889년 출판)
- 《교섭자 (Der Parlamentär)》 (1889년 출판)
- 《문학적 비유 (Literarische Gleichnisse)》 (1892년 출판)
- 《구스타브 (Gustav)》 (1892년 출판)
- 《발라드 (Balladen)》 (1896년 출판)
- 《프리들리 더 콜데리 (Friedli der Kolderi)》 (1891년 출판)
- 《더 고트하르트 (Der Gotthard)》 (1897년 출판)
- 《콘라트 중위 (Conrad der Leutnant)》 (1898년 출판)
- 《웃는 진리 (Lachende Wahrheiten)》 (에세이, 1898년 출판)
- 《올림포스의 봄 (Der olympische Frühling)》 (1900년–1905년 출판, 1910년 재판)
- 《풀과 종의 노래 (Glockenlieder)》 (1906년 출판)
- 《성충 (Imago)》 (소설, 1906년 출판)
- 《여자를 혐오하는 남자들 (Die Mädchenfeinde)》 (1907년 출판)
- 《나의 어린 시절 경험 (Meine frühesten Erlebnisse)》 (자서전, 1914년 출판)
- 《고통받는 프로메테우스 (Prometheus der Dulder)》 (1924년 출판)